# Систовский мир
Систовский мир — мирный договор, подписанный 4 августа 1791 года в городе Систове между Австрийской монархией и Османской империей. Договор завершил австро-турецкую войну 1787—1791 годов и Османо-габсбургские войны в целом. Со стороны Австрии его подписали барон Радкеаль и граф Эстергази, со стороны Османской империи — Абдулла Бири, Исмет Ибрагим и Мехмед Дурри.

## Предыстория
9 февраля 1788 года Австрия, выполняя союзные обязательства с Россией, по договору 1780 года, вступила в войну, которую последняя вела против Османской империи с августа 1787 года.
Кампания 1788 года была неудачной для австрийцев, но успехи русских войск, в особенности блестящие победы Суворова, овладевшего в декабре 1788 года Очаковом, позволили Австрии продолжить войну и даже занять некоторые османские территории. В сентябре 1789 года, после разгрома турок Суворовым при Фокшанах (1 августа 1789 года), австрийские войска взяли Бухарест, в октябре — Белград, в ноябре — Крайову. Тем не менее Австрия, обеспокоенная событиями Великой Французской революции, желала выйти из войны, обратив все своё внимание на молодую Республику. Кроме того, Пруссия, являвшаяся проводником английской политики в Европе, в угрожающей форме требовала от Австрии заключения мира с Османской империей, надеясь этим ослабить Россию. На состоявшейся в Рейхенбахе англо-австро-прусской конференции Австрия, под давлением со стороны Пруссии, обязалась заключить сепаратный мир с Османской империей и не помогать больше России. После этого Австрия прекратила военные действия.

## Договор
19 сентября 1790 года в Журжеве было подписано австро-турецкое перемирие, а вскоре был заключён и Систовский мир. Его основой, несмотря на большие успехи Австрии и союзной ей России, было признание status quo ante bellum. Австрия возвращала туркам все завоёванные ею земли, кроме крепости Хотин с округом, который она обещала вернуть после заключения русско-турецкого мира.
Одновременно с подписанием Систовского мир между сторонами была заключена конвенция, по которой во владение Австрии переходила Старая Орсова и небольшая территория по верхнему течению реки Унны, причём Австрия обязывалась никогда не возводить укреплении на приобретённых землях.